# Gobernación de Perm
La gobernación de Perm (en ruso: Пермская губерния) era una unidad administrativa del Imperio ruso y la Unión Soviética de 1781 a 1923. Se localizaba en ambas pendientes de los montes Urales, y su capital era la ciudad de Perm. La región dio su nombre al periodo Pérmico.

## Historia
El 20 de noviembre (1  de diciembre) de 1780 Catalina II firmó un decreto que estableció la gobernación de Perm entre dos regiones -Perm y Ekaterimburgo-, y con capital en la ciudad de Perm. El primer Gobernador General de las regiones de Perm y Tobol fue el lugarteniente general Yevgueni Petróvich Kashkin. De acuerdo con el decreto del zar Pablo I del 12 de diciembre de 1796 "una división nueva del estado en las provincias", la gobernación general fue dividida en las gobernaciones de Perm y Tobolsk. El 5 de julio de 1919, de Perm se segregó la gobernación de Ekaterimburgo, constando de 6 uyezds y localizado en el este, más allá de los Urales. El 4 de noviembre de 1920, le fue agregado el uyezd de Sarápul de la gobernación de Viatka. El 3 de noviembre de 1923, la gobernación de Perm fue abolida y su territorio incluido en el óblast de los Urales con capital en Ekaterimburgo.

## Geografía
La gobernación de Perm limitaba con las gobernaciones de Vólogda (al norte), Tobolsk (al este), Oremburgo y Ufá (al sur) y Viatka (al oeste).
El área de la gobernación de Perm era de 332,052 km², 181,000 de ellos en Europa y 151,000 en Asia. Los montes Urales cruzaban la gobernación de norte a sur y por 640 km era la frontera  entre las partes europea y asiática. El punto más alto era Konzhakovsky Kamen (1565 m). La parte europea de la gobernación de Perm se situaba en la cuenca del río Kama, y la parte asiática en la cuenca del río Tobol. La cuenca de drenaje del río Pechora ocupaba el extremo norte.

## División administrativa

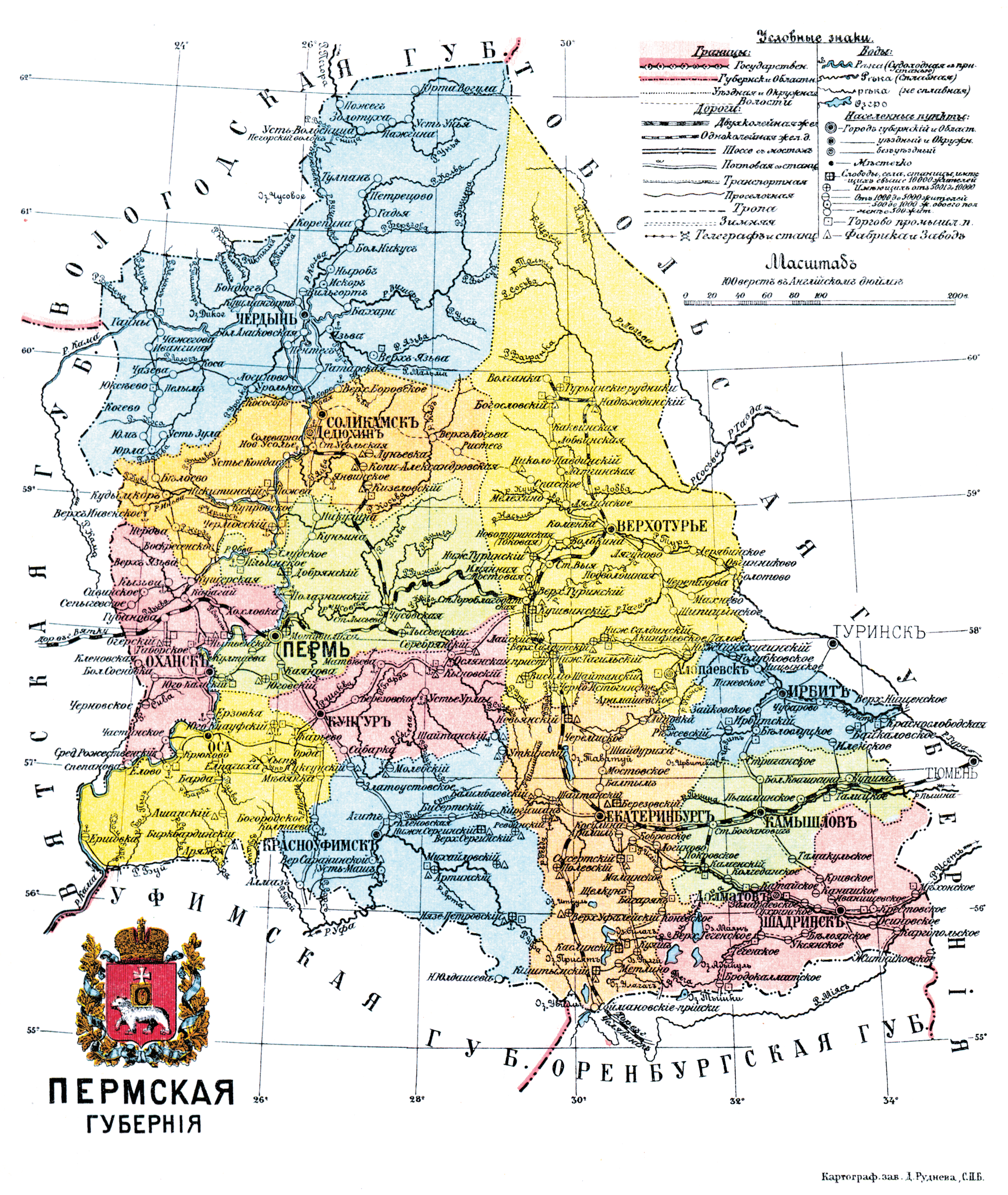
Mapa de la gobernación de Perm en 1911.

La gobernación de Perm estaba dividido en 12 uyezds. 
Parte europea:
- Perm
- Krasnoufimsk
- Kungur
- Osá
- Ojansk
- Solikamsk
- Cherdyn

Parte asiática:
- Verjoturie
- Ekaterimburgo
- Irbit
- Kamyshlov
- Shádrinsk

## Población
A principios del siglo XIX, la población de la gobernación era de aprox. 940,000. Según datos de 1896, la población era de 2,968,472 (1,433,231 de ellos hombres y 1,535,211 mujeres). Según el censo de 1897, la población era de 2,994,302 habitantes.
Las ciudades más importantes eran:
- Perm: 45,205
- Ekaterimburgo: 43,239
- Irbit: 20,062

Según el censo de 1897, el 90.3% de la población tenía al ruso como su lengua nativa, 3.1% tenía la lengua komi-permiaca, 2.9% la lengua baskir, 1.6% la lengua tártara. La mayoría de población era cristianos ortodoxos con viejos creyentes (7.29%) y minorías musulmanas (5.06%).

## Economía
La economía de la gobernación estaba basada en la industria, si bien en algunas partes prevalecía la agricultura. Las tierras cultivables eran unos 33,000 km² (approx. 9.53%  de área total). Los cultivos principales eran: centeno, avena y cebada. El trigo se cultivaba mayoritariamente en áreas del sur. La cría de ganado estaba bien desarrollada en Shádrinsk, entre los baskires. 
A pesar de la abundancia de ríos, la pesca solo estaba desarrollada en Cherdyn. La caza comercial también se propiciaba en el norte. 
La industria se basaba en la minería, principalmente de cobre, hierro, oro, carbón y sal. 
La mayoría de plantas mineras y metalúrgicas estaban situadas en la parte central de los montes Urales. La gobernación de Perm estaba bien conectada por ferrocarriles con otras regiones del Imperio ruso. Los ríos principales también tuvieron gran importancia en el transporte.